# Shorea blumutensis
Shorea blumutensis (tiếng Anh thường gọi là Yellow Meranti) là một loài thực vật thuộc họ Dipterocarpaceae. Loài này có ở Indonesia và Malaysia.